# Distretto di Hat Samran
Il distretto di Hat Samran (in thailandese: หาดสำราญ) è un distretto (amphoe) della Thailandia, situato nella provincia di Trang.